# Provinz Leoncio Prado
Die Provinz Leoncio Prado liegt in der Region Huánuco in Zentral-Peru. Die Provinz wurde am 27. Mai 1952 gegründet. Benannt wurde sie nach Leoncio Prado (1853–1883), einem peruanischen Militär, der in der Schlacht von Huamachuco fiel. Die Provinz ist 4953 km² groß. Die Einwohnerzahl lag im Jahr 2017 bei 134.002. Die Hauptstadt der Provinz ist Tingo María.

## Geographische Lage
Die Provinz Leoncio Prado erstreckt sich entlang einem 85 km langen Flussabschnitt am Oberlauf des Río Huallaga. Im Westen erhebt sich die peruanische Zentralkordillere, im Osten die peruanische Ostkordillere.

## Verwaltungsgliederung
Die Provinz Leoncio Prado ist in folgende 10 Distrikte (distritos) gegliedert (Stand 2016). Der Distrikt Rupa-Rupa ist Sitz der Provinzverwaltung.
| Distrikt               | Verwaltungssitz   |
| ---------------------- | ----------------- |
| Castillo Grande        | Castillo Grande   |
| Daniel Alomía Robles   | Pumahuasi         |
| Hermilio Valdizán      | Hermilio Valdizán |
| José Crespo y Castillo | Aucayacu          |
| Luyando                | Naranjillo        |
| Mariano Dámaso Beraún  | Las Palmas        |
| Pucayacu               | Pucayacu          |
| Pueblo Nuevo           | Pueblo Nuevo      |
| Rupa-Rupa              | Tingo María       |
| Santo Domingo de Anda  | Pacae             |

## Ausnahmezustand 2011
Am 14. September 2011 rief die peruanische Regierung in der Provinz Leoncio Prado sowie in den benachbarten Distrikten Cholón und Monzón einen 60-tägigen Ausnahmezustand aufgrund von Aktivitäten ehemaliger Mitglieder der Organisation Sendero Luminoso („Leuchtender Pfad“) in der Region aus.